# 4282 Endate
4282 Endate è un asteroide della fascia principale. Scoperto nel 1987, presenta un'orbita caratterizzata da un semiasse maggiore pari a 2,3929650 au e da un'eccentricità di 0,1444218, inclinata di 2,71961° rispetto all'eclittica.
L'asteroide è dedicato all'astronomo amatoriale giapponese Kin Endate.